# Гран-при кантона Аргау 2024
60-й выпуск  Гран-при кантона Аргау — шоссейной однодневной велогонки по дорогам швейцарского кантона Аргау вокруг деревни Гиппинген, коммуна Лойгерн. Гонка прошла 7 июня 2024 года в рамках Европейского тура UCI 2024 (категория 1.1). Победу одержал бельгийский велогонщик Максим Ван Гилс.

## Участники
В гонке приняло участие 23 команды.
| UCI WorldTeams (8)- Lidl-Trek - Bahrain Victorious - Bora-Hansgrohe - Cofidis - EF Education-EasyPost - Intermarché-Wanty - Team Jayco AlUla - UAE Team Emirates UCI ProTeams (4)- Corratec-Vini Fantini - Lotto Dstny - Q36.5 Pro Cycling Team - Tudor Pro Cycling Team UCI Continental Teams (10)- Arkéa-B&B Hôtels Continentale - Équipe continentale Groupama-FDJ - MG.K Vis Colors For Peace - P&S Metalltechnik Benotti - Rembe Pro Cycling Team Sauerland - Santic-Wibatech - Team Felt Felbermayr - Lotto Kern-Haus PSD Bank - Team Vorarlberg - XSpeed United Continental Национальная сборная- Швейцария |
| |

## Маршрут
Основная трасса состоит и 7 кругов с подъемов на гору Ротберг и традиционным спринтом в гору до финиша в Лейггерне.

## Ход гонки
Череда подъемов и атак отбирала пелотон, пока не осталось около тридцати гонщиков, которые остались для определения победителя. В финишном спринте Максин ван Гилс одержал уверенную победу, опередив итальянца Альберто Беттиоля и барселонца Роджера Адриа, а мексиканец Исаак дель Торо занял четвертое место. Спринт проходил в гору и не без происшествий, произошло падение, от которого пострадали, в частности, гонщики Тибо Ныс — победитель 2023 года — и Андреа Багиоли.

## Результаты
| \| Генеральная классификация \| Генеральная классификация \| Генеральная классификация \| Генеральная классификация \| Генеральная классификация \| \| Гонщик \| Гонщик \| Команда \| Время \| \| \| ------------------------- \| ------------------------- \| ------------------------- \| ------------------------- \| ------------------------- \| \| 1-й \| Максим Ван Гилс \| Lotto Dstny \| 4ч 13' 20 \| \| \| 2-й \| Альберто Беттиоль \| EF Education-EasyPost \| + 0 \| \| \| 3-й \| Роджер Адриа \| Bora-Hansgrohe \| + 0 \| \| |                   |                       |           |
| |                   |                       |           |
| Источник: ProCyclingStats |                   |                       |           |
| Генеральная классификация |                   |                       |           |
| Гонщик | Гонщик            | Команда               | Время     |
| 1-й | Максим Ван Гилс   | Lotto Dstny           | 4ч 13' 20 |
| 2-й | Альберто Беттиоль | EF Education-EasyPost | + 0       |
| 3-й | Роджер Адриа      | Bora-Hansgrohe        | + 0       |